# 碘环丙烷
碘环丙烷是一种有机碘化合物，化学式为C3H5I。它可由三甲基硅基环丙烷和一氯化碘反应制得；环丙基溴化镁经氯化汞转化为环丙基溴化汞后与碘的碘化钾水溶液反应，也能得到碘环丙烷。在甲醇钠存在下、四(三苯基膦)钯催化下，它和苯并𫫇唑反应，可以得到2-环丙基苯并噁唑。